# قصر شدا
قصر شدا أو القصر الأبيض؛ ويسمى أحيانا بقصر أبو ملحة ويعد أحد أهم المواقع التاريخية في مدينة أبها. كان مقرًا للإمارة في منطقة عسير فترة من الزمن، ثم تحول إلى متحف للموراثات الشعبية.

## تاريخ القصر
اكتمل بناء قصر الشدا في أبها عام 1348 هـ الموافق 1927. بناءً على توجيه من الملك عبد العزيز آل سعود، الذي أوصى الشيخ عبد الوهاب أبو ملحة مدير مالية أبها آنذاك، بتشييد القصر، حيث شغل فترة من الزمن مقراً للإمارة وهو من أهم المعالم الأثرية في أبها.

## أهمية القصر
يعد القصر من أبرز القصور التراثية في وسط مدينة أبها، وبني على النمط المعماري لمنطقة عيسر التقليدي، ليضفي عليه رونقًا جمالياً، يضاف إلى محتويات وأجنحة متحف عسير الإقليمي محتويات البيت العسيري بجميع تفاصيله من الأثاث وغيره.

## الترميم
رُمم القصر للمرة الأولى في عام 1407 هـ، وأعيد ترميمه سنة / 1435 هـ / 2013 م حيث أعلنت هيئة السياحة والآثار عن مشروع ترميم و تأهيل القصر بتكلفة إجمالية بلغت 2.6 مليون ريال، ليصبح أبرز المعالم التراثية المعروضة ضمن متحف عسير.
وجُهّز ليكون متحفاً للمأثورات الشعبية وذلك بأمر من أمير منطقة عسير، وقد افتتح بعد اكتمال أعمال التجهيز والترميم من قبل بلدية أبها.

## المعمار

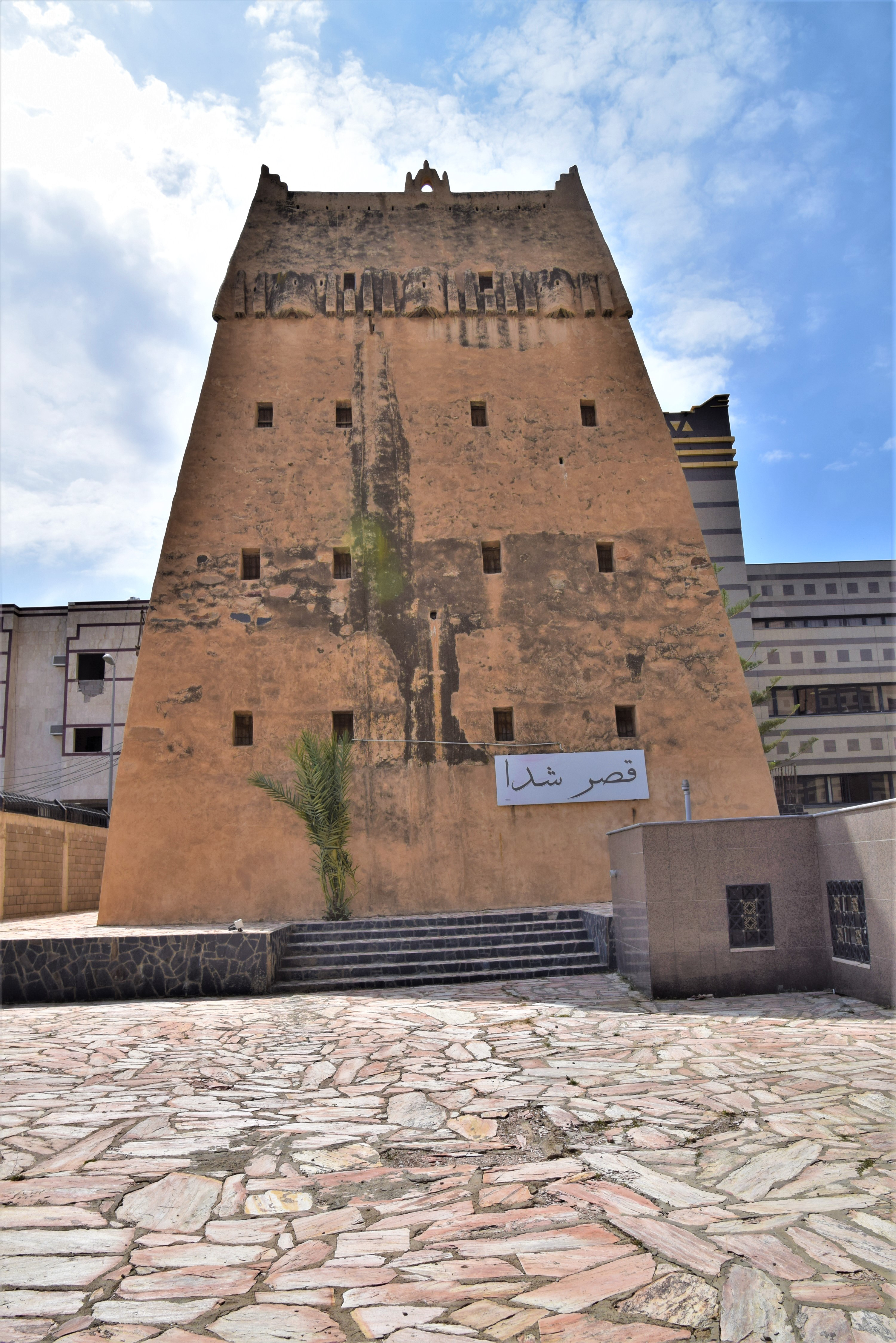
قصر شدا قبل الترميم

يتكون القصر من أربعة أدوار يحمل كثير من ملامح وسمات العمارة المحلية، حيث تزين أركانه بحليات زخرفية بالإضافة إلى بعض الكرانيش الموجودة على الدور العلوي، وكذلك الفتحات الطولية الضيقة، تضم بينها العديد من الأدوات المنزلية القديمة وبعض خطوطات والمسكوكات، ويحتوي أيضا على الصور الفوتوغرافية التي تعكس حياة مدينة أبها في النصف الثاني من القرن الماضي، وهو يقع في وسط مدينة أبها ويفتح أبوابه للزوار في فترتين: صباحية ومسائية.

## متحف قصر شدا
أُسند إلى الأستاذ أنور بن محمد آل خليل مهمة الإشراف على جمع المقتنيات وتصنيفها؛ فرسم خطة تتمثل في الاتصال بالأهالي ممن يملكون قطعاً أثرية، وبالفعل تجاوب الأهالي في سبيل الحفاظ على التاريخ، وافتتح المتحف بعد اكتماله في مساء يوم الأربعاء الموافق 2 /1 /1408هـ برعاية الأمير خالد الفيصل، وأُقيم هذا المتحف في قصر شدا المكون من أربعة أدوار تضم الكثير من القطع التراثية التي استخدمها الإنسان في المنطقة، والتي روعي في توزيعها داخل القصر تقسيم البيت في منطقة عسير. وقد نُظمت مواعيد الزيارة من الساعة التاسعة صباحاً إلى الواحدة ظهراً، ومن الساعة الرابعة والنصف حتى الساعة السابعة مساءً.

## صور

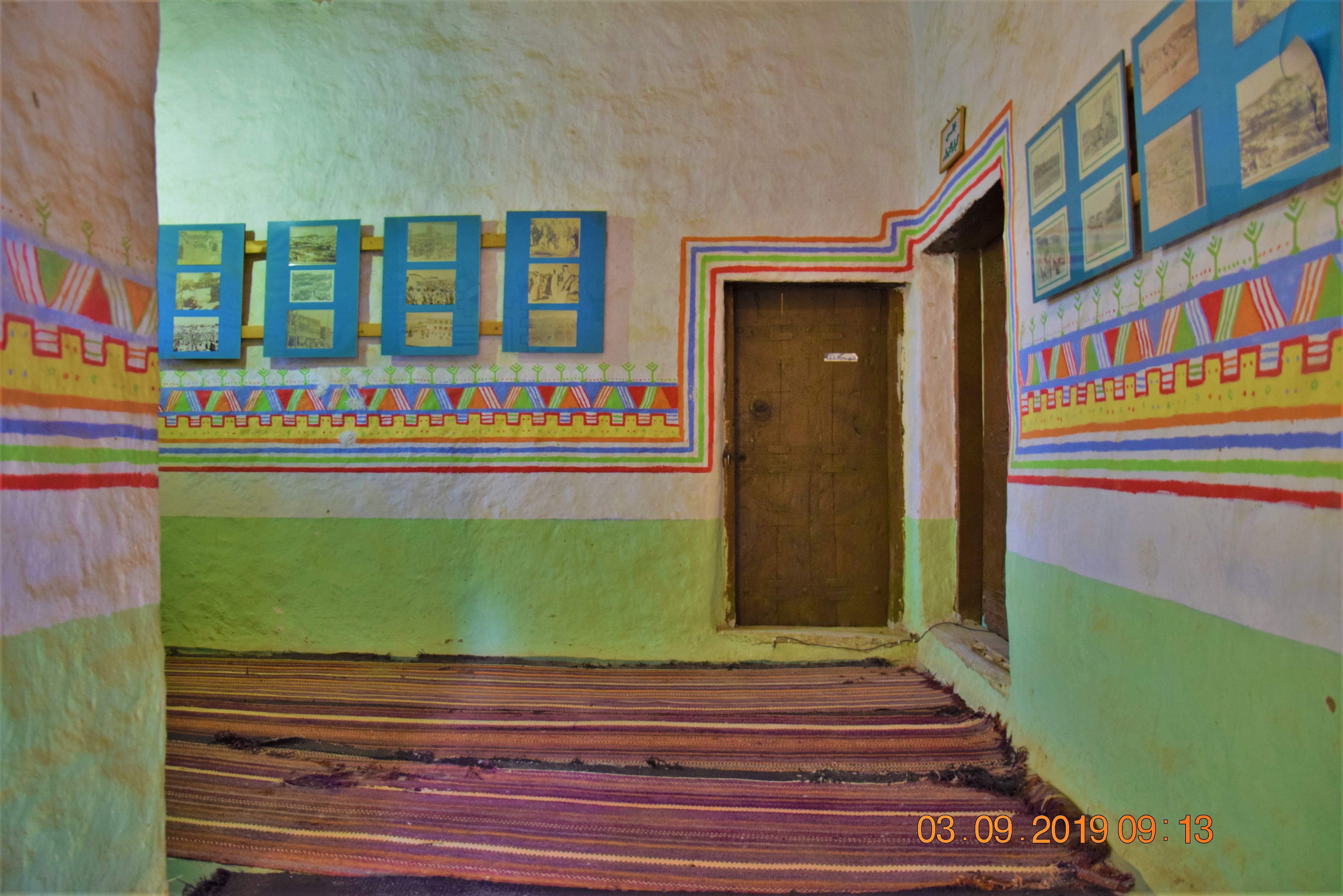
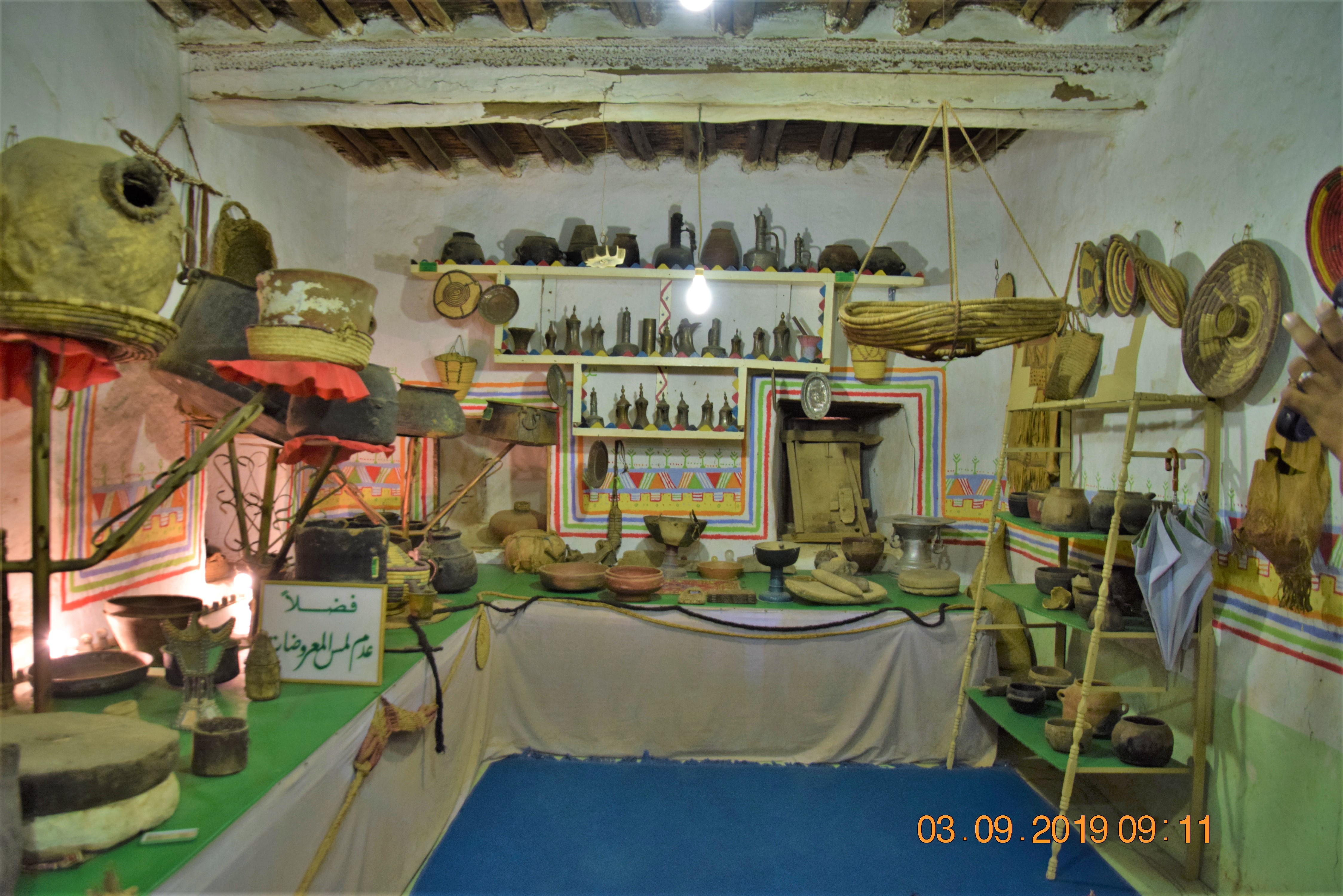

## وصلات خارجية
- شيد قبل 86 عاما بأمر المؤسس قصر شدا مقصد السياح في عسير.
- قصور الملك عبد العزيز.. الأبواب مفتوحة للجميع.